# Prioniturus luconensis
El lorito-momoto de Luzón (Prioniturus luconensis) es una especie de ave psitaciforme de la familia Psittaculidae endémica de Filipinas.

## Descripción
Mide unos 29 centímetros de largo. El plumaje de los machos es enteramente verde amarillento, con tonos más claros en las partes inferiores. Las dos plumas centrales de su cola son muy largas, y consisten un filamento pelado terminado en un mechón negro a modo de raquetas, que sobresalen de la cola. Las hembras generalmente son más oscuras y menos amarillentas, y los filamentos de sus colas son más cortos. Los jóvenes no tienen raquetas en la cola.

## Distribución y hábitat
Se localiza en el norte de Filipinas, en las islas de Luzón y Marinduque. Esta especie era común, pero está disminuyendo rápidamente y se clasifica actualmente como vulnerable debido a la deforestación de las tierras bajas y la captura para el comercio de mascotas.
Su hábitat natural es el dosel de la selva primaria.